# Payette & Simms
 (octobre 2016).
Payette & Simms est une imprimerie québécoise située à Saint-Lambert.

## Historique
En 1969, l'imprimerie Payette & Payette (fondée en 1914 par Jacques Payette) et la Simms Printing Company de Granby fusionnent pour former une unique entité: Payette & Simms. Elle imprime livres et revues publiés entre autres par Les Éditions Héritage, qu'elle a acquise en 1968. 